# Ministerium Clary

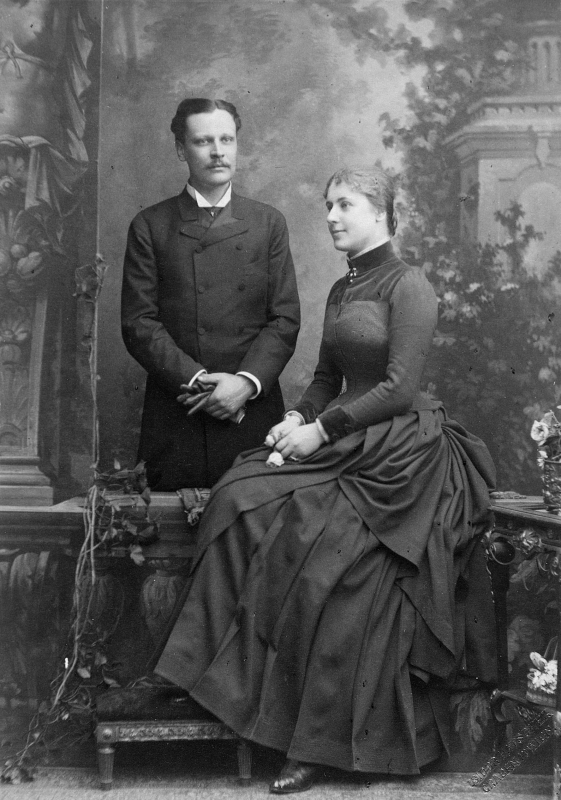
Manfred von Clary und Aldringen (mit seiner Frau Franziska)

Das Ministerium Clary war vom 2. Oktober 1899 bis zum 21. Dezember 1899 die Regierung des cisleithanischen Teils Österreich-Ungarns unter Ministerpräsident Manfred von Clary und Aldringen. Es löste das Ministerium Thun ab.
Der Außenminister, der Kriegsminister und der gemeinsame Finanzminister gehörten dem Kabinett nicht an (siehe k.u.k. gemeinsame Ministerien).

## Minister
Dem Ministerium gehörten folgende Minister an:
| Amt                             | Amtsinhaber                       | Beginn der Amtszeit | Ende der Amtszeit |
| ------------------------------- | --------------------------------- | ------------------- | ----------------- |
| Ministerpräsident               | Manfred von Clary und Aldringen   | 2. Oktober 1899     | 21. Dezember 1899 |
| Ackerbauminister                | Manfred von Clary und Aldringen   | 2. Oktober 1899     | 21. Dezember 1899 |
| Handelsminister                 | Franz Stibral (beauftragt)        | 2. Oktober 1899     | 21. Dezember 1899 |
| Kultus- und Unterrichtsminister | Wilhelm von Hartel (beauftragt)   | 2. Oktober 1899     | 21. Dezember 1899 |
| Finanzminister                  | Seweryn Kniaziołucki (beauftragt) | 2. Oktober 1899     | 21. Dezember 1899 |
| Innenminister                   | Ernest von Koerber                | 2. Oktober 1899     | 21. Dezember 1899 |
| Justizminister                  | Eduard von Kindinger (beauftragt) | 2. Oktober 1899     | 21. Dezember 1899 |
| Minister für Landesverteidigung | Zeno Welser von Welsersheimb      | 2. Oktober 1899     | 21. Dezember 1899 |
| Eisenbahnminister               | Heinrich von Wittek               | 2. Oktober 1899     | 21. Dezember 1899 |
| Minister ohne Geschäftsbereich  | Kazimir Chledowski                | 2. Oktober 1899     | 21. Dezember 1899 |